# Cầy mangut chân đen
Bdeogale nigripes là một loài động vật có vú trong họ Cầy mangut, bộ Ăn thịt. Loài này được Pucheran mô tả năm 1855.